# Switchbacks Training Stadium
O Switchbacks Training Stadium é um estádio específico para futebol com 5.000 lugares construído em Colorado Springs, Colorado . A uma altitude de aproximadamente 6.600 pés acima do nível do mar,  o estádio estava na maior elevação de qualquer estádio principal usado por um time profissional na pirâmide do futebol americano durante a temporada de 2020. O estádio fica imediatamente ao lado do UCHealth Park .

## História
Depois que Colorado Springs Switchbacks FC recebeu uma franquia no USL Pro, agora conhecido como USL Championship, foi anunciado em 14 de junho de 2014 que o Colorado Springs City Council aprovou um acordo que dava à nova franquia um contrato de dez anos para administrar o terreno.  Em 7 de março de 2016, Sand Creek Stadium teve uma proposta de nome aprovada pelo Departamento de Parques da cidade de Colorado Springs, e o nome foi alterado para Switchbacks Stadium. Isso aconteceu para evitar mais confusão com o nome da vizinha Sand Creek High School .  Em 14 de fevereiro de 2017, a Weidner Apartment Homes comprou os direitos do nome do estádio por um valor não revelado, e o estádio foi renomeado para Weidner Field. 
O nome "Weidner Field" agora é usado para um estádio de 8.000 lugares no centro de Colorado Springs, que deve ser inaugurado na primavera de 2021 como a nova casa do Switchbacks FC. O novo local, embora situado a uma altitude inferior de 6.035 pés, permanecerá o mais alto em altitude usado por um time de futebol profissional americano. O nome "Weidner Field" foi oficialmente transferido do antigo estádio para o novo local do centro em 15 de outubro de 2020. 